# Agapornis fischeri
El inseparable de Fischer (Agapornis fischeri) es una especie de ave psitaciforme de la familia Psittacidae endémica del este de África. Fueron descubiertos a fines del 1800, y fueron criados en los Estados Unidos en 1926. Su nombre viene del explorador alemán Gustav Fischer.
Esta variedad de inseparable se reproduce con facilidad en cautiverio, posee anillo ocular blanco y varias mutaciones conocidas.

## Descripción
El inseparable de Fischer tiene un espalda, pecho y alas verdes. Su cuello es de color amarillo dorado y a medida que avanza hacia arriba se vuelve naranja oscuro. La parte superior de la cabeza es verde oliva, y el pico es de color rojo brillante. La superficie superior de la cola tiene algunas plumas azules o violeta. Tiene un círculo blanco de piel desnuda (anillo ocular) en torno a sus ojos. Las aves jóvenes son muy similares a los adultos, excepto porque la base del pico tiene marcas de color marrón. Se trata de uno de los más pequeños Agapornis, miden alrededor de 14 cm de longitud y 43-58 g de peso.
Los inseparables de Fischer no muestran dimorfismo sexual, y es muy difícil diferenciar si un ave es macho o hembra a través del plumaje.

## Distribución y hábitat
Los inseparables de Fischer son nativos de una pequeña zona de África Oriental-Central, al sur y sureste del Lago Victoria en el norte de Tanzania. En años de sequía, algunas aves migraron al oeste de Ruanda y Burundi en búsqueda de condiciones húmedas. Viven en elevaciones de 1100-2200 m en pequeños grupos. Viven en lugares aislados de árboles con las llanuras de hierba entre ellos. La población se estima entre 290.000-1.000.000, con bajas densidades fuera de las áreas protegidas debido a la captura para el comercio de mascotas; las licencias de exportación se suspendieron en 1992 para poner fin a cualquier otra disminución de la especie.[cita requerida]

## Comportamiento
Los inseparables de Fischer tiene un rápido recto vuelo, y el sonido de sus alas mientras vuelan pueden ser escuchados.

### Alimentación
Comen una amplia variedad de alimentos, incluidas las semillas y frutas. A veces son plagas para los agricultores, ya que se comen sus cosechas como las de maíz y de mijo.

### Reproducción

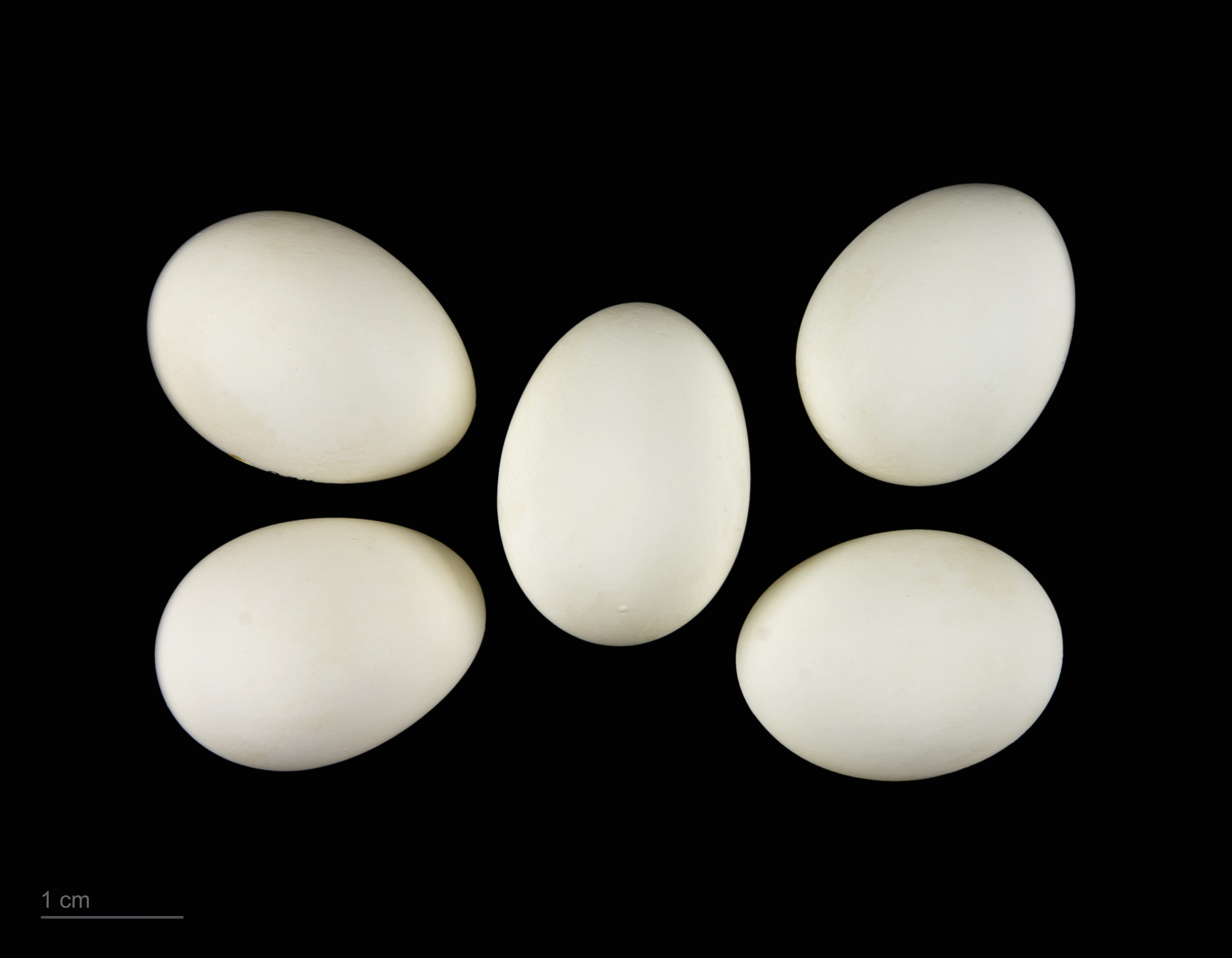
Agapornis fischeri - MHNT

La temporada de crías es de enero a abril y de junio a julio. El nido está en un agujero en un árbol de entre dos a quince metros sobre el nivel del suelo. Los huevos son blancos y generalmente hay cuatro o cinco en un embrague, pero podría haber tan sólo tres o tantos como ocho. La hembra incuba los huevos durante veinticuatro días, y los polluelos comienzan a volar alrededor de los treinta y seis a cuarenta y cinco días después de su nacimiento.